# تشارلز ماركيز ارين
تشارلز ماركيز ارين (بالإنجليزية: Charles Marquis Warren)‏ هو كاتب سيناريو ومخرج أمريكي، ولد في 16 ديسمبر 1912 في بالتيمور في الولايات المتحدة، وتوفي في 11 أغسطس 1990 في West Hills, Los Angeles ‏ في الولايات المتحدة.

## وصلات خارجية
- تشارلز ماركيز ارين على موقع IMDb (الإنجليزية)
- تشارلز ماركيز ارين على موقع ألو سيني (الفرنسية)
- تشارلز ماركيز ارين على موقع تيرنر كلاسيك موفيز (الإنجليزية)
- تشارلز ماركيز ارين على موقع أول موفي (الإنجليزية)
- تشارلز ماركيز ارين على موقع قاعدة بيانات الأفلام السويدية (السويدية)
- تشارلز ماركيز ارين على موقع ديسكوغز (الإنجليزية)
- تشارلز ماركيز ارين على موقع قاعدة بيانات الفيلم (الإنجليزية)
- تشارلز ماركيز ارين على موقع كينوبويسك (الروسية)